# 星月無盡
《星月無盡》是一部2009年台灣電影，由唐振瑜導演所執導，由影后楊貴媚領銜主演。全片在金門取景，主要描述金門人與軍人談戀愛的忌諱和當兵趣事。電影於2009年4月24日在台灣上映。

## 情節
金門本島上青梅竹馬三人星君（陳意涵飾）、阿勁（陳正偉飾）和阿浯（吳中天飾），始終平衡的維持著，直到一個從台灣來金門當兵翰威（黃世元飾）打亂彼此間的三角關係，也帶出星君的姊姊得月（楊貴媚飾）一段戀情往事與遺憾。

## 演員
- 楊貴媚飾 得月（黃得月）
- 亞里飾 年輕時得月
- 陳意涵飾 星君（黃星君）
- 吳中天飾 阿浯（蔡繼浯）
- 陳正偉飾 阿勁（陳　勁）
- 黃世元飾 翰威（張翰威）
- 唐豐飾 趙東麟
- 幃幃飾 阿雪
- 馬國畢飾 阿水
- 張龍飾 黃父
- 李飛飾 賤兵甲
- 阿達飾 賤兵乙
- 大亨飾 賤兵丙
- 陽光飾 天兵甲
- 俏皮飾 天兵乙
- 大野飾 天兵丙
- 趙麗蓉飾 阿美
- 陳咉玲飾 冰菓西施
- 翁曉甄飾 大伯
- 江柏煒飾 文史教授

## 外部連結
- （中文）官方網站 （页面存档备份，存于）
- Yahoo奇摩電影上《星月無盡》的資料（繁體中文）
- MSN娛樂上《星月無盡》的資料（繁體中文）

- 開眼電影網上《星月無盡》的資料（繁體中文）
- 香港影庫上《星月無盡》的資料（繁體中文）
- 时光网上《星月無盡》的資料（简体中文）
- 豆瓣电影上《星月無盡》的資料 （简体中文）
- 互联网电影数据库（IMDb）上《星月無盡》的资料（英文）